# Beyazkaya, Ardeşen
Beyazkaya là một xã thuộc huyện Ardeşen, tỉnh Rize, Thổ Nhĩ Kỳ. Dân số thời điểm năm 2010 là 234 người.